# Bmibaby
bmibaby era una compagnia aerea a basso costo britannica, posseduta dalla più grande British Midland Airways Ltd. Effettuava voli low cost in Europa dalle sue basi principali di East Midlands/Nottingham e Birmingham. Negli anni prima della chiusura la compagnia ebbe basi anche a Manchester, Cardiff e Durham Tees Valley.
Bmibaby possedeva una licenza dell'autorità britannica per l'aviazione civile di tipo A, che le permetteva di trasportare passeggeri, cargo e posta su aeromobili con venti o più posti a sedere.

## Storia

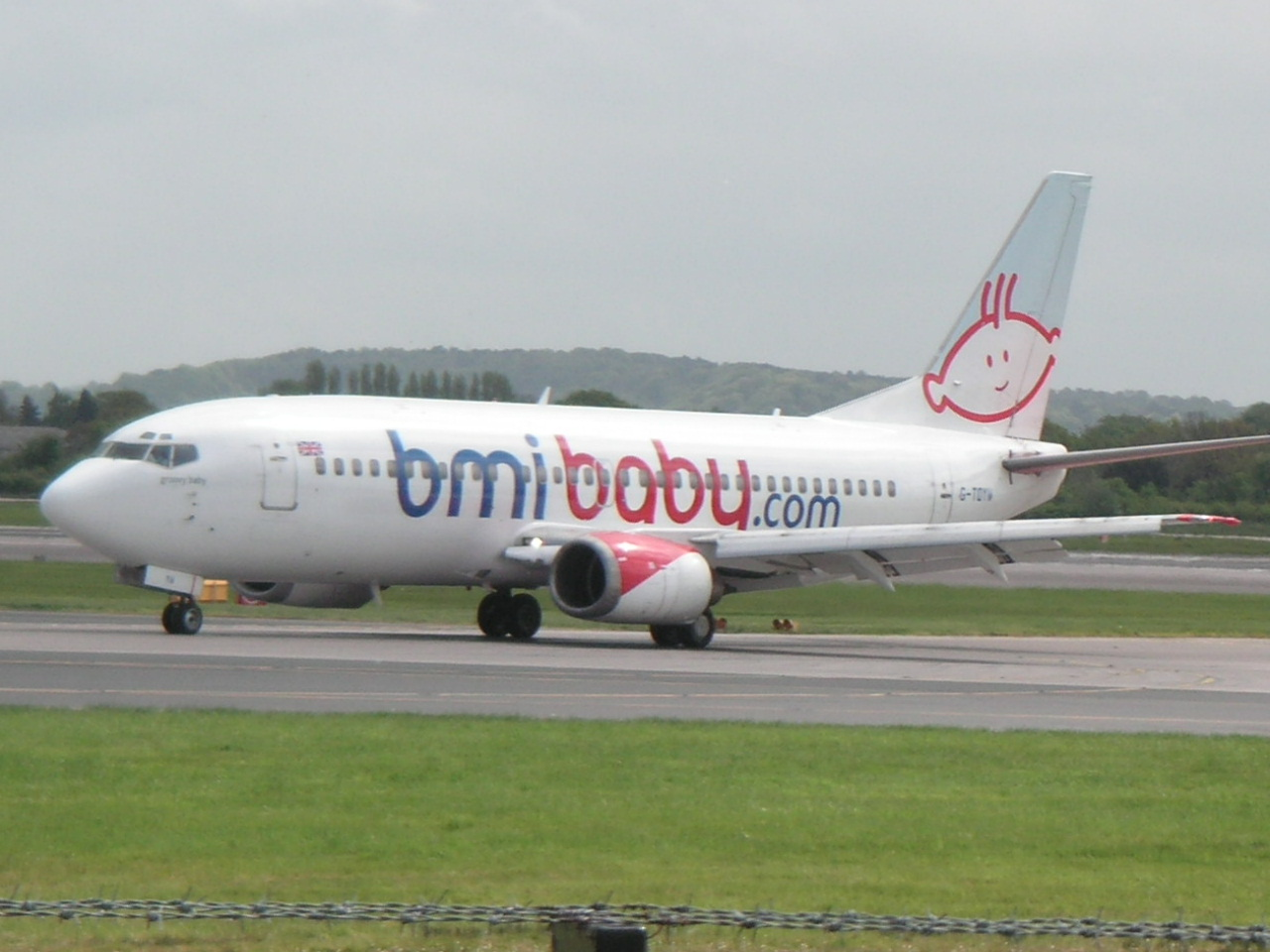
Un Boeing 737-300 in rullaggio a Manchester. (2009)

Bmibaby venne fondata il 24 gennaio 2002, e dopo meno di due mesi, il 22 marzo, iniziò l'attività di linea con un volo fra East Midlands e Malaga. L'espansione fu rapida, tanto che si decise di aprire nuove basi nel corso degli anni: Cardiff nell'ottobre 2002, Manchester a maggio 2003, Durham Tees Valley a ottobre 2003 (poi chiusa nel 2006 per scarsità di passeggeri) e Birmingham all'inizio del 2005.
Il 1º marzo 2007 la compagnia low-cost annunciò un innovativo servizio per i viaggiatori d'affari, che offriva una gamma di possibilità quali la flessibilità del biglietto, l'accesso alle lounges dei vari aeroporti e il check-in on-line. Inoltre, venne introdotto anche il vantaggio di pagare solamente i servizi utilizzati.
Alla fine del 2007, Bmibaby aveva 9 aeromobili in night-stop a Birmingham, che diventava così la più grande base del vettore. Tuttavia, a dicembre 2008 venne annunciata la sospensione di 5 rotte dallo scalo a causa della mancanza di passeggeri.
A causa delle perdite record subite per effetto della crisi economica del 2008, ulteriori tagli vennero annunciati nel 2009, quando fu decisa la riduzione della flotta da 17 a 12 macchine nel corso del 2010 e la conseguente perdita di 158 posti di lavoro.

## Chiusura
A seguito dell'acquisto di British Midland International da parte di International Airlines Group, venne deciso di chiudere la compagnia. Dopo l'annuncio a maggio dello stesso anno, la compagnia ha chiuso tutte le attività domenica 9 settembre 2012.
Da notare come il primo volo della compagnia sia stato l'East Midlands-Málaga mentre l'ultimo volo della compagnia è stato il "volo di ritorno", il WW5330 Malaga-East Midlands atterrato alle 22:48 (Western European Time) con tre minuti di ritardo rispetto all'orario previsto.
Il 9 settembre 2012 sul sito della compagnia vengono chiuse le vendite e al posto della solita grafica apparve un particolare messaggio simpatico ma malinconico con scritto:

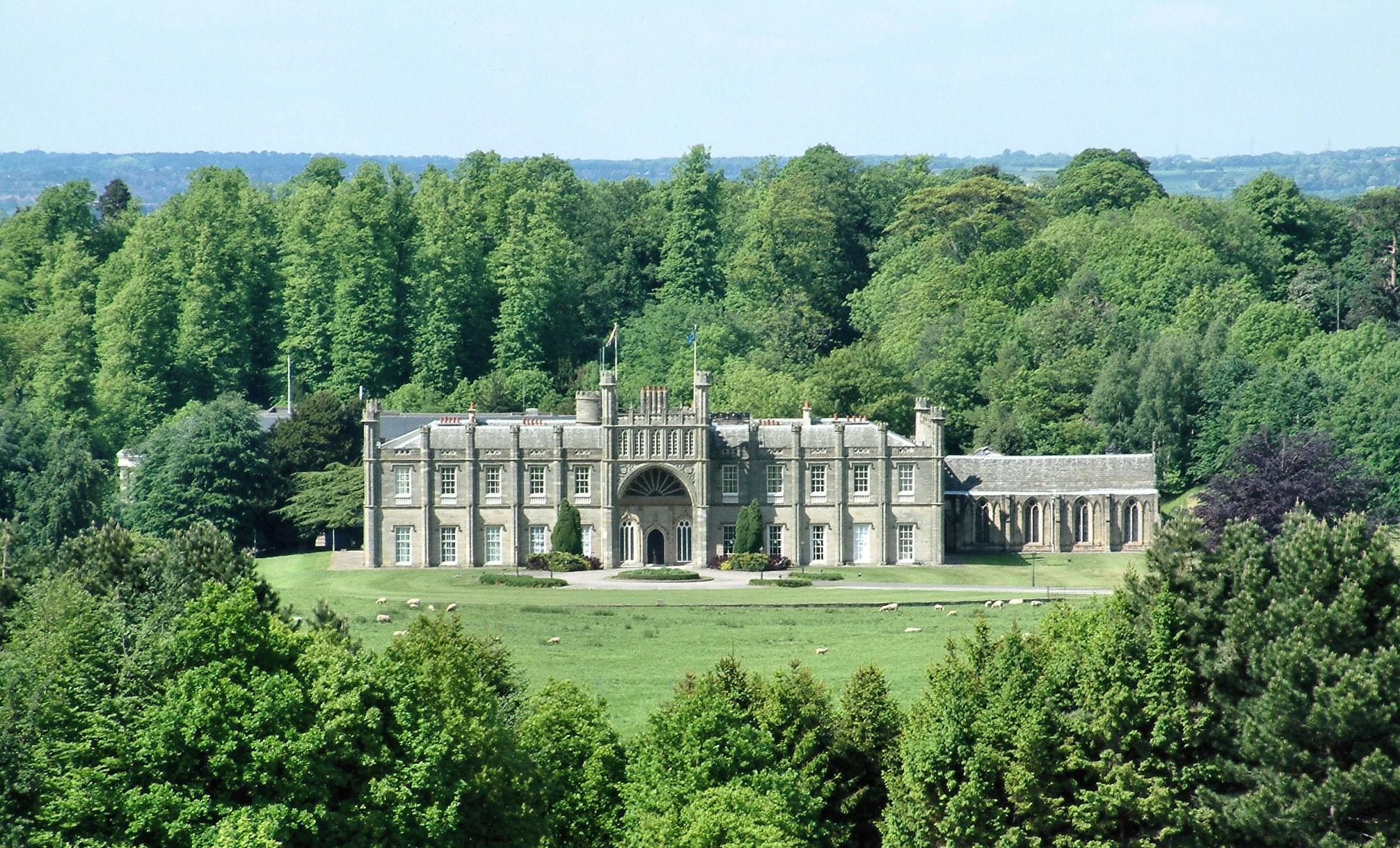
Donington Hall, la sede di Bmibaby

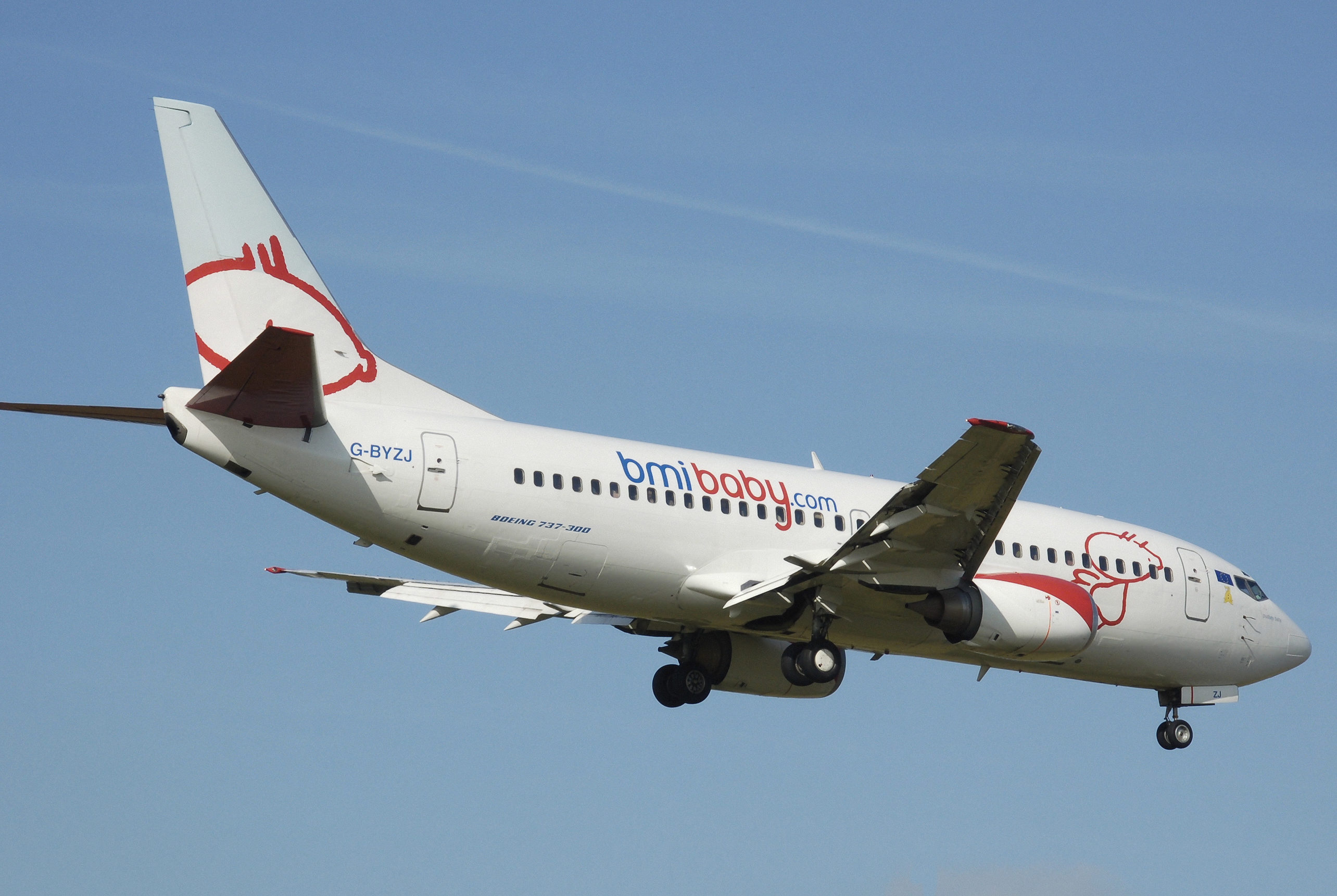
Un Boeing 737-300 mentre atterra a Birmingham. (2007)

(bmibaby)

## Flotta
A novembre 2010, la flotta di Bmibay era costituita da 14 aeromobili, tutti configurati con la sola classe economica.